# Railton
Railton är en ort i Australien. Den ligger i kommunen Kentish och delstaten Tasmanien, i den sydöstra delen av landet, omkring 190 kilometer nordväst om delstatshuvudstaden Hobart. Antalet invånare är 898.
Närmaste större samhälle är Devonport, omkring 20 kilometer norr om Railton. 
I omgivningarna runt Railton växer i huvudsak städsegrön lövskog. Runt Railton är det mycket glesbefolkat, med 4 invånare per kvadratkilometer. Genomsnittlig årsnederbörd är 1 607 millimeter. Den regnigaste månaden är augusti, med i genomsnitt 221 mm nederbörd, och den torraste är januari, med 57 mm nederbörd.